# Salvador Santa Puche
Salvador Santa Puche (n. Yecla; 1971) es un escritor español.

## Biografía
Es autor de 11 libros entre los que figuran varias novelas y varias piezas teatrales.
Es doctor en Filología Española por la Universidad de Murcia (1999) donde se doctoró con la tesis "La creación literaria sefardí a través de sus textos: perspectivas para el futuro del judeo-español". Ha sido profesor visitante en varias universidades de Estados Unidos, Estonia, Israel, Austria, Polonia y China. 
Es autor además de varias decenas de artículos relacionados con lengua y literatura sefardí,  holocausto e historia.

## Publicaciones
- 1. ‘Introducción a la literatura de los judíos sefardíes’. Llambert Palmart Ediciones. Valencia, 1998. ISBN 84-923716-3-3
- 2. ‘Antolojia de Poetas Sefaradies kontemporaneos’. Ediciones Capitelum. Valencia, 1999. ISBN 84-605-9264-2
- 3. ‘Llorarás por Sefarad’ (novela). Llambert Palmart Ediciones. Valencia, 2000. ISBN 84-923716-9-2
- 4. ‘La ermoza Ester’. Ediciones Capitelum, Valencia 2000. ISBN 84-931112-3-6
- 5. ‘Diario de las Miserias’. Ediciones Llambert Palmart, Valencia 2002.
- 6. ‘Collection of Judeo-spanish Vocabulary’, en coautoría con Kazuo Ueda, 2002. Japón.
- 7. ‘Libro de los Testimonios: los sefardíes y el Holocausto’, agosto de 2003, 4 volúmenes. ISBN 84-607-8797-4 Sephardi Federation of .
- 8. ‘Actas del Laberinto’, Murcia, Ediciones Nueva Área, 2004, ISBN 84-609-10237
- 9. ‘Juan Pacheco Lozano, un alcalde en la Guerra Civil española', Dúo Graph S.L., Yecla, 2006.
- 10. ‘ La Transición democrática en Yecla: que nunca se contó’. Prensa y Publicaciones de Yecla S.L. 2009.
- 11. Holocausto y Cultura: la voz desgarrada. Ministerio de Ciencia e Innovación y Universidad de Granada. 2009.

### Artículos
- 1. ‘Los criptojudíos de Yecla’, Rev. Aki Yerushalayim, ISSN 0793-1166. Jerusalén, 1996.
- 2. ‘ La periodización literaria de la literatura sefardí’. Rev. Los Muestros, n.º 27. ISSN 0777-8767. Bruselas, 1997.
- 3. ‘Contemporary Judeo-spanish poetry: Avner Pérez’. Rev. ‘He haber?’, vol. 5. , EE. UU., 1997.
- 4. ‘Aproximación a la presencia judía medieval’. Revista Yakka. ISSN 1130-3581. Yecla (Murcia), 1995.
- 5. ‘Aspectos Lingüísticos para el estudio del judeo-español’. Rev. Los Muestros, n.º 29. ISSN 0777-8767. Bruselas, 1997.
- 6. ‘El Suenyo de David Malah’. Rev. Aki Yerushalayim, ISSN 0793-1166. Jerusalén, 1998.
- 7. ‘Sephardic Migrations to USA ’. Rev. ‘Ke haber?’, vol. 7. , EE.UU., 2000.
- 8. ‘El contexto histórico de los criptojudíos portugueses en la en del siglo XVII’. Rev. Yakka, n.º 9. ISSN 1130-3581. Yecla, Murcia, 1999.
- 9. ‘Los judíos valencianos en el drama de Sefarad’. Revista Lletraferit. ISSN 1136-3461. Valencia, 2000.
- 10. ‘Curso de Judeo-español en la universidad de Tartu’. Rev. Aki Yerushalayim, ISSN 0793-1166. Jerusalén, 2000.
- 11. ‘Forging the Didactics of Sefardic Language and Literature’, Rev. Shofar, vol. 19, n.º 4. ISSN 0882-8539. Press. 2001. EE.UU.
- 12. ‘La prima vez a Yerushalayim’. Rev. "Aki Yerushalayim ‘’, n.º 42. ISSN 1244-0604. Francia.
- 13. ‘Sefardi Kultturist’, Rev. Akadeemia, n.º 12. ISSN 0235-7771. Universidad de Tartu, Estonia, 2001.
- 14. ‘The Judeo-spanish Culture and its Youth’. Rev. ‘Ke haber?’, vol. 9. Estados Unidos, 2001.
- 15. ‘La poesía djudeo-espanyola kontemporanea’. Artículo inserto en el libro ‘ Los Kaminos s’incheron de arena’ de Armin Eidherr. Ed. EYE. ISBN 3-901735-07-0. Tirol, Austria.
- 16. ‘Yeclanos en los campos de concentración: aproximación a la presencia murciana en Mauthausen’. Rev. Yakka, n.º 12. ISSN 1130-3581, Yecla (Murcia), 2003.
- 17. ‘Una lengua en el Infierno: el judeo-español en los campos de concentración’. Revista Tono Digital, n.º 5. Universidad de Murcia, 2003. https://web.archive.org/web/20151126023026/http://www.&/#x20;www.umu.es/tonodigital/
- 18. ‘Una ruta jienense’, en coautoría con Rafael Cámara Expósito. Jaén Diario Digital, 16 de marzo de 2007.
- 19. ‘Hasday Ibn Shaput y de los Jázaros’, en coautoría con Patricia Jiménez Fernández, Revista Raíces, n.º 69, primavera 2007.